# Холодная баня с Агатовыми комнатами
Холодная баня с Агатовыми комнатами — памятник архитектуры в Екатерининском парке Царского Села, созданный архитектором Чарльзом Камероном, был его первым реализованным проектом, в 1780—1794 годах по заказу Екатерины II.
Павильон входит в архитектурный ансамбль «Термы Камерона», в который также входят — Камеронова галерея, Висячий и Цветной сады, Пандус. Он располагается между Зубовским корпусом Екатерининского дворца и Камероновой галереей, террасу которой соединяет с Агатовыми комнатами Висячий сад. На нижнем этаже находилось несколько купальных бассейнов для водных процедур, а верхний этаж, где находятся Агатовые комнаты, служил для отдыха после купания — здесь императрица проводила ранние утренние часы, занимаясь просмотром государственных документов и отвечая на письма.

## История
Идея создания архитектурного сооружения в греко-римском стиле, в Царском селе, принадлежит Екатерине II, которую она обсуждала с разными известными архитекторами того времени — Э. М. Фальконе, Ш. де Вайи, Ш. Клериссо — с 1770-х годов, но в итоге выбрала проект Чарльза Камерона.
В 1780 году началось строительство павильона, которое закончилось в 1781 году, а в 1782 году была начата внутренняя отделка. В его нижнем этаже были расположены помещения для водных процедур (Холодная баня), а в верхнем (Агатовые комнаты) — для отдыха и развлечений.
В годы Великой Отечественной войны, во время немецкой оккупации, в павильоне располагался клуб, а на первом этаже немецкая конюшня. В результате чего была утрачена яшмовая облицовка дверных полотен и искусственный мрамор стен Агатовых комнат. Сами двери были утрачены вместе с бронзовыми орнаментами во всех помещениях; бесследно исчезли мраморная скульптура, шесть яшмовых ваз, часть бронзовых ветвей-светильников, девять бронзовых скульптурных групп и бронзовые барельефы, выполненные Я. Рашшетом, со стен Яшмового кабинета, бронзовые барельефы-медальоны с тумб торшеров Большого зала.
В 1948 году были проведены первоочередные реставрационные работы, а также в 1949 и 1990 годах. В 2010 году Агатовые комнаты приняли аварийное состояние. С сентября 2013 года павильон открыт для посетителей после реставрации.

## Холодная баня
Он занимает центральное место архитектурного ансамбля «Термы Камерона» и представляет собой редкий  образец здания, в истории русской архитектуры, построенного по античному образу, за который были выбраны термы Константина в Риме. В нижнем этаже павильона расположены помещения для водных процедур, а в верхнем — шесть помещений для отдыха и развлечений.
Все помещения нижнего этажа имеют каменные своды и освещены высоко расположенными полукруглыми окнами. В них повсюду простые дубовые наборные паркеты и выкрашенные в белый цвет одностворные филенчатые двери.

### Русская баня
Выполняла роль маленькой парной, которая была обшита деревом. Для её создания архитектор обратился за помощью в Контору строений. Работа была поручена архитектору И. В. Неелову, который представил заказчикам смету в октябре 1785 года. Согласно его проекту в южном углу комнаты поставили печь, на решетчатом своде которой было сложено 250 пушечных ядер; их поливали водой для образования горячего пара. В углу напротив находился полок из липовых досок, скамейки и баки для воды. Подогретая вода поступала из котла, расположенного за стеной.
Был предусмотрен доступ в комнату по лестнице из бельэтажа, пройдя из дворца через Висячий сад.

### Угловые кабинеты
Два угловых кабинета имеют одинаковую отделку. Интерьер украшен изящными коринфскими колоннами цветного и белого мраморов. Эти колонны поддерживают опорные части сводов, на парусах которых размещены круглые лепные барельефы. Два из них посвящены мифу об Амуре и Психее, два других изображали Афродиту и Адониса и сцену из истории Селены и Эндимиона.
Ближайший к лестнице кабинет предназначался для отдыха. Сохранился камин белого мрамора с женскими фигурками на лопатках и резным орнаментом на фризе, работы Ж.-Б. Шарлеманя-Боде. Второй угловой кабинет был предназначен для массажных процедур.

### Ванная комната
Помещение было предназначено для купания в теплой воде. Украшением стен являются профилированные рамки, членящие плоскости стен на филенки, и лепные декоративные вазы высокого рельефа над фронтонами дверей, две из которых ложные — несут декоративную функцию. В XIX веке в комнате был установлен камин светло-серого мрамора.

### Купальный зал
Зал перекрыт двойным крестовым сводом с оловянным бассейном, объемом 13 кубометров,  в центре зала. Стены зала декорированы рельефными композициями на сюжеты мифов, связанных с водной стихией. Под сводами расположены большие полукруглые панно с многофигурными композициями: на юго-восточной стене — «Акид и Галатея», на юго-западной — «Пан и Сиринга» и «Кентавр Несс и Деянира». На барельефе северо-западной стены изображена Амфитрита в окружении нереид, тритонов, дельфинов и амуров. Ниже расположен сплошной скульптурный фриз, составленный из прямоугольных панно, чередующихся с круглыми медальонами, на которых представлены сюжеты — «Туалет Венеры», «Галатея и Нептун», «Купающиеся наяды», «Триумф Амфитриты», а также аллегории рек и озёр, изображение купальщиц и музы Эвтерпы.
В зале был установлен камин из белого мрамора, украшенный золоченой бронзой.

## Агатовые комнаты

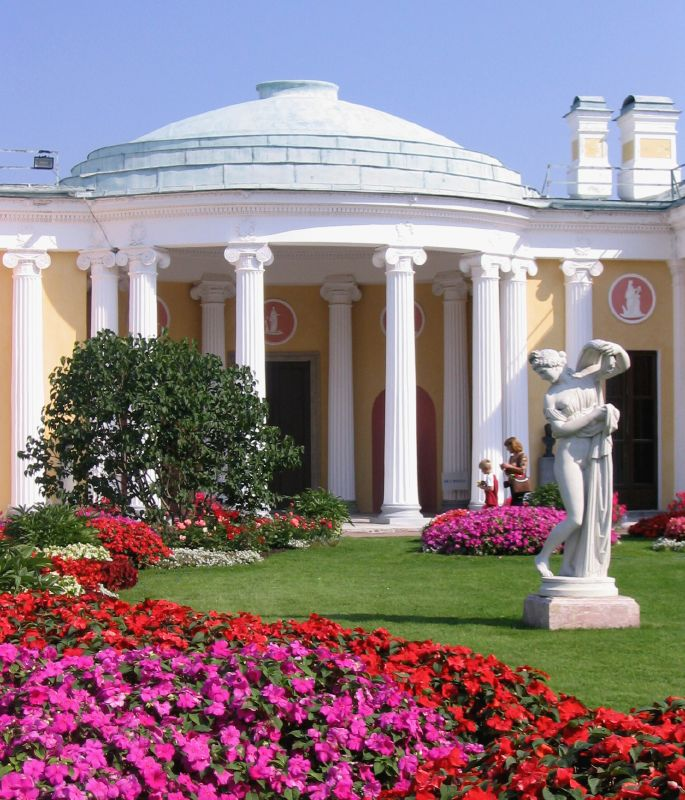
Вход в Агатовые комнаты из Висячего сада

Вход в Агатовые комнаты, расположенные на втором этаже Холодных бань, оформлен овальной полуротондой — это первый пример такого архитектурного решения в России. Светло-желтые стены павильона оттеняет кирпично-красный тон рельефных медальонов и полуциркульных ниш, в которых установлены декоративные бюсты и статуи из тёмной бронзы.
Три дубовых двери вводят в помещение Агатовых комнат. Дверь налево — в переднюю, называемую Кабинетцем; средняя дверь ведет в Большой зал, дверь направо — в Библиотеку и на лестницу на первый этаж. Основной объём павильона занимают Большой зал и два кабинета, расположенные по сторонам.
На отделке парадных помещений был сделан основной акцент: интерьеры Агатовых комнат отделаны мрамором, цветной уральской и алтайской яшмой, обработка которой в России достигла в XVIII веке совершенства. Камерон получил указание Екатерины II подготовить проект убранства яшмой комнат второго этажа Холодных бань весной 1783 года, после чего сделал новые эскизы для двух кабинетов.
В соответствии с его замыслом стены кабинетов были обрублены на девять сантиметров и покрыты известняковыми плитами, облицованными яшмой. Особую трудность представляли завершающиеся работы — шлифовка и полировка цветного камня, призванные выявить яркость красок и сочность тонов. Выполняя полировку, следовало довести до стеклянного блеска около двухсот квадратных метров стен, наличников и карнизов. Эта работа проводилась русскими мастерами вручную. Стены двух помещений второго этажа были облицованы пластинами уразовской яшмы темно-красного цвета с вкраплением белого кварцита, которую в XVIII веке называли «мясным агатом», в связи с чем интерьеры получили название Агатовых комнат.
Наборный паркет, выполненный по эскизам Фельтена мастером X. Мейером, был привезён из недостроенного дворца Александра Ланского. Меньший по площади, он был дополнен паркетом по эскизам Камерона.
В интерьерах второго этажа применяли цветной камень, живопись и лепку. Лепные работы во всем здании выполнял О. Мельников — крепостной Н. А. Львова, и другие мастера, скульптурные — Ж.-Д. Рашетт и К. Гофферт. В отделке интерьеров участвовали и другие талантливые мастера-декораторы, работавшие в Санкт-Петербурге в 1780-х годах, среди которых следует особенно отметить скульптора и декоратора Ж.-Б. Шарлеманя-Боде, выступавшего в качестве подрядчика на проведение большинства отделочных работ, и живописца И. Рудольфа.

## Архитектурное оформление
Архитектурное оформление фасадов Холодной бани, как и всего комплекса, построено на контрасте отделки этажей. Нижний, цокольный этаж отделен от второго карнизом и облицован массивными блоками грубо обработанного, пористого, словно изъеденного ветрами и дождями пудостского камня, создающего иллюзию «древности», подлинности «античного» памятника. Второй этаж, напротив, легок и светел; на фоне нежножелтого тона стен выделяются ниши, окрашенные в терракотовый цвет. По верху стен размещены круглые лепные медальоны-барельефы с мифологическими композициями. В продольной северо-восточной стене прорезаны полуциркульные окна, в торцевых — прямоугольные окна-двери, помещенные в арках. В простенках расположены ниши со скульптурными фигурами различных аллегорических и мифологических персонажей.
Главный, юго-западный фасад Холодной бани выходит на террасу на сводах, опирающихся на массивные кирпичные столбы. Терраса служит основанием для Висячего сада и является связующим звеном между сооружениями ансамбля Камерона и Большим Царскосельским дворцом. Со стороны Висячего сада и Камероновой галереи верхний этаж Холодной бани воспринимается как совершенно самостоятельный одноэтажный парковый павильон.

От остальных фасадов главный фасад отличается наличием таких же, как на Камероновой галерее, колонн, чем подчеркивается единство этих сооружений.

## Реставрация
В 1948 году были проведены первоочередные реставрационные работы. В 1949 и 1990 годах  производились реставрационные работы в Купальном зале Холодной бани. В 2010 году была начата реставрация всего павильона, которая осуществлялась в соответствии с Венецианской хартией по методике консервации и реставрации с минимальным восполнением утрат и закончилась в 2013 году.
Финансирование осуществлялось ОАО «Российские железные дороги» и благотворительным фондом «Транссоюз», средствами федерального бюджета, и собственных средств музея. Общая сумма составила более 405 млн рублей.
При реставрации мраморных каминов Большого зала, один был привезен из Италии, а второй изготовлен по его образцу в мастерской Шарлеманя, но было решено оставить следы креплений и рельефных фигур как свидетельство той войны, которую он пережил. Утраченные мраморные рельефы эксперты решили восстановить в современном материале по их аналогам – сохранившемуся фризу камина из Опочивальни Александровского дворца.
В декабре 2011 года были открыты Агатовый кабинет и Библиотека, в октябре 2012 года — Большой зал. Позже были отреставрированны интерьеры — Яшмового и Овального кабинетов, Кабинетца и Лестницы.
За проведенную реставрацию музей стал лауреатом премии «Europa Nostra» в 2014 году.